# José Carlos Fernandes
José Carlos Fernandes (Loulé, Algarve, 16 de outubro de 1964) é um autor português de banda desenhada.
Começou por se fazer notar no meio alternativo dos fanzines portugueses, para além da coerência gráfica do seu trabalho, JCF demonstrava uma extraordinária propensão para a produtividade, que se veio a traduzir em inúmeras pranchas e ilustrações publicadas em diversas publicações alternativas de BD que surgiram na década de noventa.
O seu primeiro trabalho, datado de dezembro de 1989, contava apenas com duas pranchas e chamava-se “Alix do outro lado do espelho”. O autor sugeria a existência de um lado negro (mas mais divertido) do insuportável escuteiro defensor dos fracos e oprimidos Alix, o intrépido. Este trabalho viu a luz do dia nas páginas do nº2 do fanzine lisboeta Shock.
Em 1993 lança uma reflexão sobre a caixa que mudou o mundo com o seu Controlo Remoto, hoje um item de colecção raro.
Em 1994, a Associação Neuromanso publica “A Lâmina Fria da Lua” era uma obra  assinada por  JCF. Esta seria, em muitos aspectos, a obra que catapultaria o talento do autor para junto de um público mais alargado.
Ao longo do seu processo de maturação foram transportadas para a sua narrativa influências literárias  (Ray Bradbury , Gabriel García Márquez) e musicais (Bauhaus, Laurie Anderson, Smashing Pumpkins, entre outros) que viriam a contribuir para a definição do estilo próprio de Fernandes.
Nas edições de 2002 e 2003 do Festival de Amadora, A Pior Banda do Mundo ganhou o prêmio de Melhor Álbum Nacional.

## Prémios
Entre outros, obteve por três vezes o Prémio Rafael Bordalo Pinheiro da C. M. de Lisboa (1991, 1993 e 1995), primeiros prémios nos concursos de BD de Matosinhos (1995) e Ourense (Espanha – 1995). Em 2001 foi distinguido com o Prémio Humor do 14.o Salão Livre de Humor Nacional de Oeiras.  O primeiro volume de A Pior Banda do Mundo, Quiosque da Utopia, foi eleito o Melhor Álbum Português de 2002 pelo Festival Internacional de Banda Desenhada da Amadora e pelo Diário de Notícias. O La Guia del Comic de Espanha atribuiu-lhe o terceiro lugar no top dos melhores álbuns de BD de 2002 publicados em nível internacional.

## Trabalho publicado
- 1993 - Controlo remoto. Ed. Cáspite!, 2ª ed Associação Neuromanso/Comicarte
- 1994 - A lâmina fria da lua. Associação Neuromanso/ASIBDP
- 1994 - Irrealidades quotidianas. Ed. Cáspite!/CM Loulé
- 1996 - Abaixo de cão. Pedranocharco
- 1996 - Um catálogo de sonhos. Pedranocharco, reed. 2004 Devir
- 1996 - O futuro fora de prazo. Jogo de Imagens
- 1997 - Coração de arame. ed. autor, 2ª ed. 2001 Devir
- 1997 - Sem ressentimentos. ASIBDP
- 1997 - Satélites. ASIBDP
- 1997 - Alguém desarruma estas rosas. Pedranocharco
- 1997 - As aventuras do barão Wrangel. Pedranocharco
- 1997 - A máquina de prever o futuro de José Frotz. Jogo de Imagens, reed 2003 Polvo
- 1997 - Época morta. Polvo
- 1997 - Avaria. Casa da Cultura de Loulé
- 1997 - O mar aqui tão perto. Parque Natural da Ria Formosa
- 1998 - Daqui a pouco. Baleiazul
- 1998 - Estilhaços. ASIBDP
- 1999 - Crossroads (texto: João Miguel Lameiras e João Ramalho Santos). Baleiazul
- 1999 - Sob um mar de estanho. ASIBDP
- 2000 - A revolução interior (argumento: João Miguel Lameiras e João Ramalho Santos). Afrontamento
- 2002 - Um passeio ao outro lado da noite. Centro Regional de Alcoologia do Centro
- 2002 - A pior banda do mundo 1: O Quiosque da Utopia. Devir
- 2003 - Francisco e o Rei de Simesmo. Centro Regional de Alcoologia do Centro
- 2003 - A pior banda do mundo 2: O Museu Nacional do Acessório e do Irrelevante. Devir
- 2003 - Pessoas que usam bonés-com-hélice. ASA
- 2003 - As aventuras do Barão Wrangel. (versão redesenhada). Devir
- 2003 - A pior banda do mundo 3: As Ruínas de Babel. Devir
- 2004 - A pior banda do mundo 4: A Grande Enciclopédia do Conhecimento Obsoleto. Devir
- 2004 - A última obra prima de Aaron Slobodj. Devir
- 2005 - A Arte de José Carlos Fernandes – Antologia 1992 - 2005. Colecção "BD Série Ouro" #18 - Jornal Correio da Manhã
- 2006 - Black Box Stories 1: Tratado de umbrografia (com desenhos de Luís Henriques). Devir
- 2006 - A pior banda do mundo 5: O Depósito dos Refugos Postais
- 2007 - A pior banda do mundo 6: Os Arquivos do Prodigioso e do Paranormal
- 2007 - Os pesadelos fiscais de Porfírio Zap. Ministério das Finanças
- 2008 - O que está escrito nas estrelas 1: Anos I e II. Tinta-da-China
- 2008 - Terra Incognita 1: A metrópole feérica (com desenhos de Luís Henriques). Tinta-da-China
- 2010 - José Mendes Cabeçadas Júnior – Um Espírito Indomável (com desenhos de Roberto Gomes). Câmara Municipal de Loulé
- 2011 - Agencia De Viajes Lemming. Astiberri

## Adaptações ao cinema
- Delfina Dilema de Isabel Cardeira (Espanha, 2004), a partir da BD O inextricável labirinto do destino
- La Señorita Zuenig de Sofia Teixeira-Gomes (Espanha, 2004), a partir da BD O inextricável labirinto do destino
- O Gosto de Ferrugem de J. Audaci Junior (Brasil, 2005), a partir da BD Todo o sal do mar.
- O Direito à Infelicidade da Companhia Nefasto (Portugal, 2008), a partir da BD homónima.
- Um Catálogo de Sonhos de Micael Bretas da Fonseca (Brasil, 2009), a partir da BD homónima.
- Mar d'Outubro de Nuno Fernandes (Portugal, 2010), a partir da BD homónima do livro Alguém Desarruma Estas Rosas.

## Adaptações ao teatro
- Páginas Amarelas de Companhia Tipo B de Teatro (Brasil, 2007), inspirada na série de BD A Pior Banda do Mundo